# Bergmeier
Bergmeier ist ein deutscher Familienname.

## Herkunft und Bedeutung
Bergmeier ist eine Variante des Familiennamens Meier.

## Varianten
- Bergmaier, Bergmair, Bergmeyer, Bergmeir

## Namensträger
- Anton Bergmeier (1913–1987), deutscher SS-Oberscharführer und Arrestaufseher im Bunker des KZ Buchenwald
- Eva Bergmeier (1928–2020), deutsche Mundartdichterin
- Florian Bergmeier (* 1967), deutscher Schriftsteller und Übersetzer
- Heinrich Bergmeier (vor 1483–1524), deutscher Geistlicher, Bischof von Ratzeburg
- Karl Albert Bergmeier (1856–1897), deutscher Bildhauer
- Rolf Bergmeier (Autor) (* 1940), deutscher Autor von kirchenkritischen Sachbüchern
- Rolf Bergmeier (Künstler) (* 1957), deutscher Bildhauer
- Tessa Bergmeier (* 1989), deutsches Model
- Theodor Bergmeier (* 1934), deutscher Fußballspieler